# (111) Ate
(111) Ate és un asteroide que forma part del cinturó d'asteroides i va ser descobert el 14 d'agost de 1870 per Christian Heinrich Friedrich Peters des de l'Observatori Litchfield de Clinton, als Estats Units d'Amèrica.
Està nomenat per Até, una deessa de la mitologia grega. Està situat a una distància mitjana del Sol de 2,594 ua, i pot apropar-se fins a 2,325 ua. Té una excentricitat de 0,1037 i una inclinació orbital de 4,932°. Triga 1.526 dies a completar una òrbita al voltant del Sol.